# Rezerwat przyrody Okopy Konfederackie
Okopy Konfederackie – rezerwat leśny znajdujący się w rejonie okopów konfederatów barskich na Jaworze (gmina Krynica-Zdrój, nadleśnictwo Piwniczna) w województwie małopolskim. Leży w granicach Popradzkiego Parku Krajobrazowego.
Rezerwat został utworzony na mocy zarządzenia Ministra Leśnictwa i Przemysłu Drzewnego z dnia 8 lipca 1963 i pierwotnie zajmował 2,62 ha. Zarządzenie Regionalnego Dyrektora Ochrony Środowiska w Krakowie z dnia 10 czerwca 2019 zmniejszyło jego powierzchnię do 1,9894 ha.
Celem ochrony jest zachowanie ze względów kulturowych okopów wzniesionych przez Konfederatów Barskich w drugiej połowie XVIII wieku. Ziemne umocnienia konfederackie składały się pierwotnie z wału ochronnego, głębokiego rowu oraz stoku przed rowem. Obecnie najlepiej widoczny jest rów, pozostałe elementy szańca zachowały się we fragmentach. Umocnienia mają kształt nieregularnego trójkąta skierowanego czołem w kierunku drogi Muszynka - Przełęcz Tylicka.
Przez teren rezerwatu przebiega żółty szlak turystyczny z Muszynki do Wojkowej.
Chroniona flora w rezerwacie:
- ochrona ścisła
  - dziewięćsił bezłodygowy (Carlina acaulis)
  - podkolan biały (Platanthera bifolia)
- ochrona częściowa
  - kocanki piaskowe (Helichrysum arenarium)
  - kalina koralowa (Viburnum opulus)